# Atrophaneura nox
Atrophaneura nox är en fjärilsart som först beskrevs av William Swainson 1822.  Atrophaneura nox ingår i släktet Atrophaneura och familjen riddarfjärilar. Inga underarter finns listade i Catalogue of Life.

## Bildgalleri

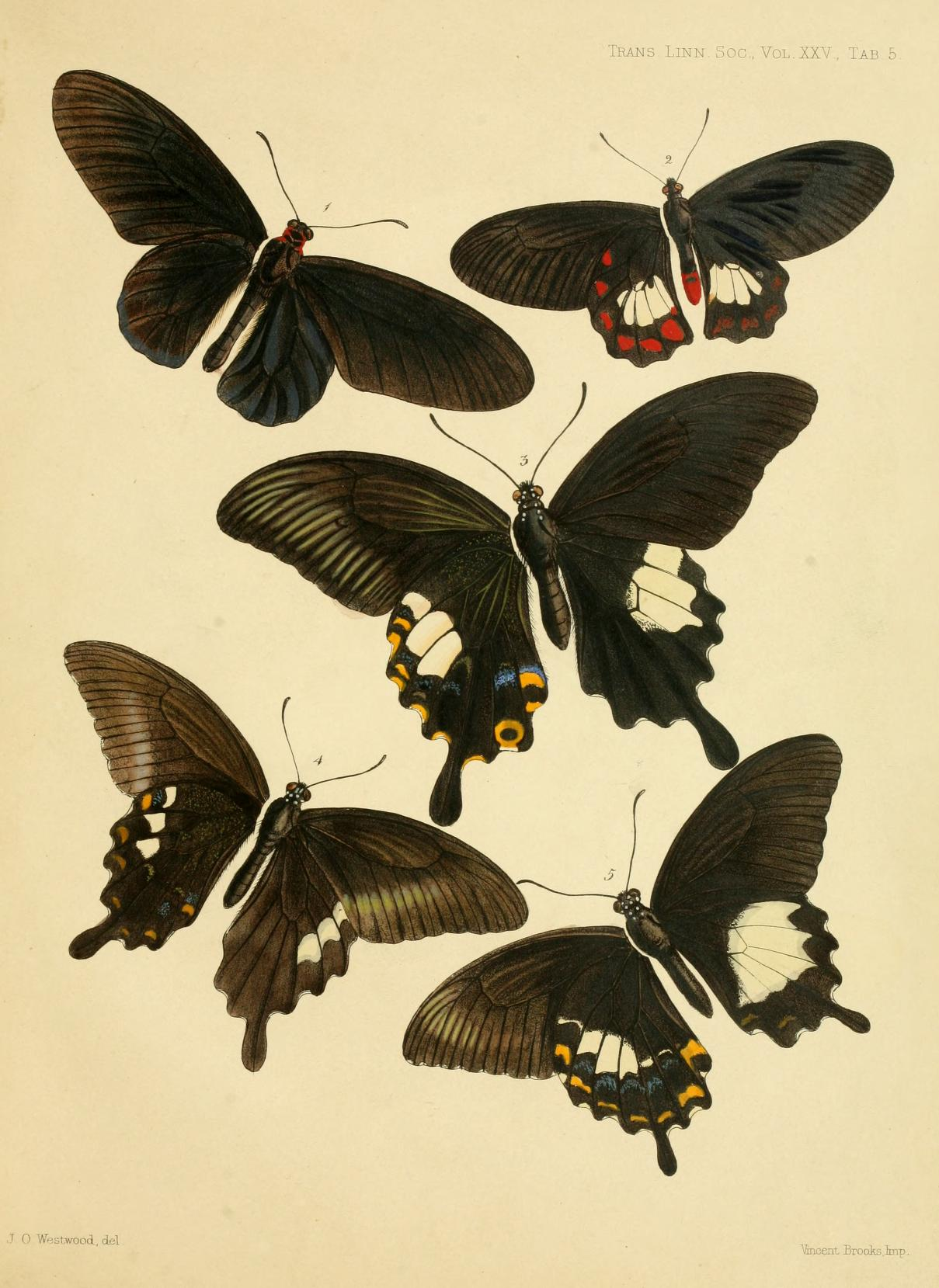
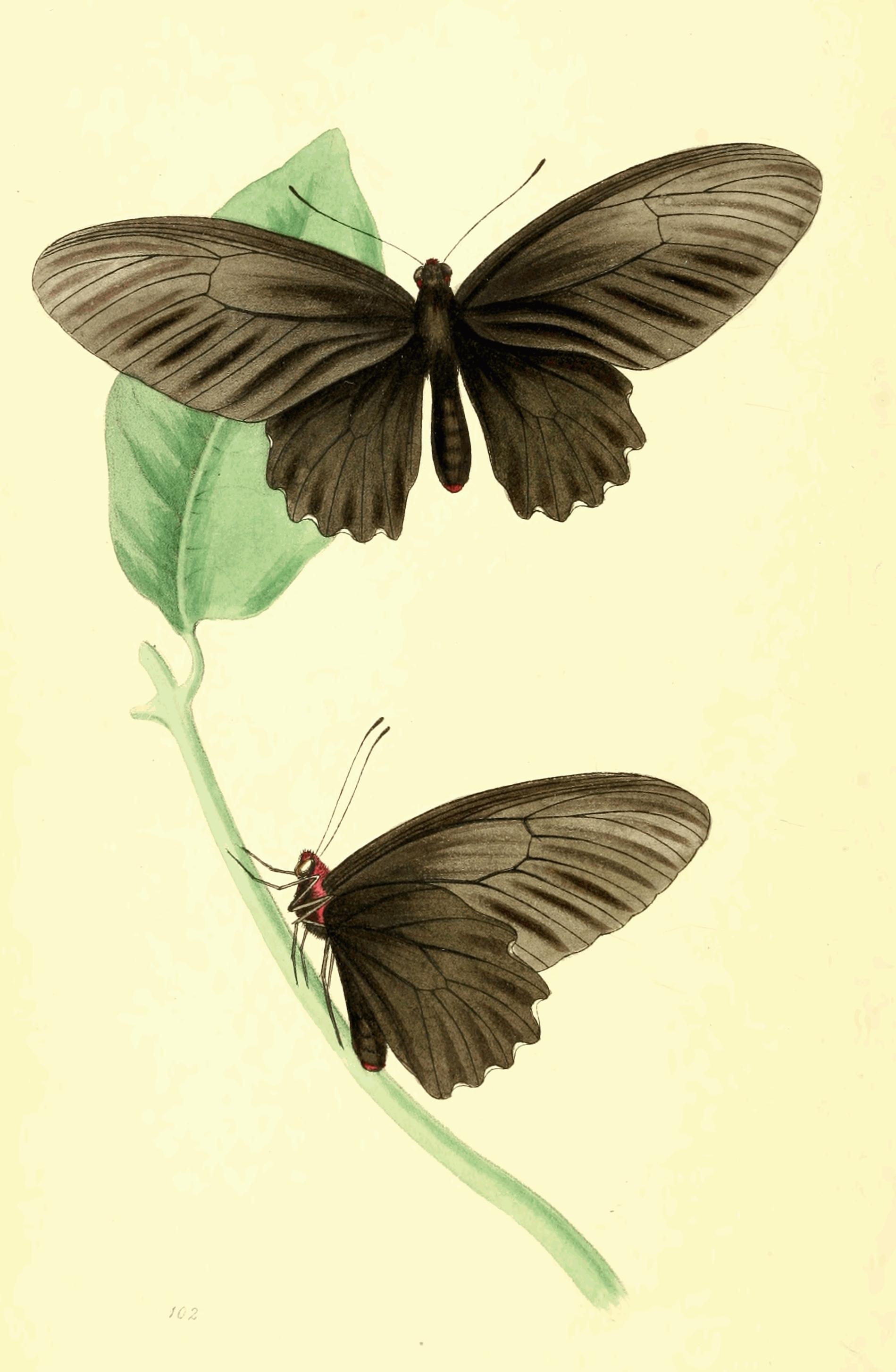